# Weißes Waldvöglein
Das Weiße Waldvöglein, Bleiche Waldvöglein oder Breitblatt-Waldvöglein (Cephalanthera damasonium) ist die Typusart der Pflanzengattung Waldvöglein (Cephalanthera) aus der Familie der Orchideengewächse (Orchidaceae). Im Vergleich zu vielen anderen heimischen Orchideen ist das Weiße Waldvöglein in einigen Gebieten noch häufig anzutreffen.
Das Weiße Waldvöglein wurde zur Orchidee des Jahres 2017 gewählt.

## Beschreibung

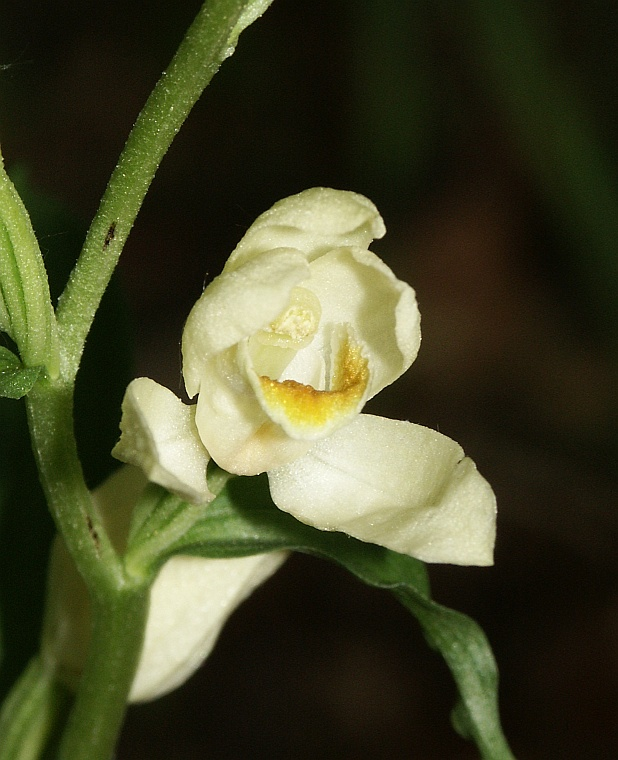
Weißes Waldvöglein
(Cephalanthera damasonium),
untypisch weit geöffnete Blüte

Das Weiße Waldvöglein ist ein schlanker, ausdauernder, krautig wachsender Rhizomgeophyt. Die waagrecht kriechenden Rhizome sind kurz, verzweigt und stark bewurzelt.
Am Grund des grünen Stängels, der eine Wuchshöhe von 8 bis 60 Zentimetern erreicht, befinden sich ein bis drei dunkelbraune, schuppenartige Blätter. Darüber folgen zwei bis sechs parallelnervige, eiförmige bis lanzettliche Laubblätter, die mehr oder weniger zweizeilig am Stängel angeordnet sind. Diese Laubblätter haben eine Länge von vier bis zehn Zentimeter und eine Breite von 1,5 bis 5 Zentimeter.
Der Übergang von den Laubblättern zu den Tragblättern der Blüten ist meist fließend. Das unterste Tragblatt ist deutlich länger als die Blüten, nach oben werden sie deutlich kleiner.
Der traubige Blütenstand ist lockerblütig mit zwei bis 20 Blüten besetzt.
Die zwittrigen, zygomorphen, dreizähligen, weiß bis cremegelb gefärbten Blüten stehen schräg aufwärts gerichtet oder senkrecht in den Achseln der Tragblätter und öffnen sich in der Regel kaum. Die Blütenhüllblätter des äußeren Kreises des Perigons sind eiförmig bis lanzettlich, 15 bis 23 Millimeter lang und 4 bis 10 Millimeter breit. Die beiden oberen Blütenhüllblätter des inneren Kreises sind etwas kürzer mit einer Länge von 14 bis 19 Millimeter. Die Lippe ist in zwei Glieder geteilt. Sie ist 10 bis 16 Millimeter lang. Die Hinterlippe (Hypochil) ist dreieckig mit einem gelben Mal in der Mitte und an den Seiten hochgebogen. Die Vorderlippe (Epichil) ist herzförmig und ebenfalls an den Seiten hochgebogen, die Spitze etwas nach unten gebogen. Auf der Lippe befinden sich drei bis fünf gelb bis orange gefärbte Längsleisten. Ein Sporn ist vorhanden.
Beim Weißen Waldvöglein ist Selbstbestäubung die Regel. Schon vor der Anthese (dem Blühen) öffnet sich die Anthere. Die Pollinien sinken dann auf die Narbenoberfläche und berühren den Narbenschleim. Damit ist die Bestäubung schon vor dem Aufblühen abgeschlossen. Weil der Narbenschleim von den Pollinien durchtränkt ist, ist es auch nicht möglich, dass ein Bestäuber die Pollinien aufgeklebt bekommt, wie das bei dem Schwertblättrigen Waldvöglein (Cephalanthera longifolia) die Regel ist. Der Fruchtansatz beim Weißen Waldvöglein ist dementsprechend sehr hoch und liegt bei 80 %. Die reifen Samenkapseln sind deutlich größer als bei den anderen heimischen Waldvöglein-Arten. Sie sind steil aufwärts gerichtet, 23 bis 35 Millimeter lang und 8 bis 12 Millimeter breit.
Durch die großen Kapselfrüchte lässt sich das Weiße Waldvöglein auch nach der Blüte und sogar im vertrockneten Zustand noch gut bestimmen.
Die Blütezeit erstreckt sich von Mai bis Juli.
Das Weiße Waldvöglein ist in der Regel wenig variabel. Bekannt sind:
- Pflanzen ohne Chlorophyll
- Albinos mit reinweißen Blüten
- hellgelb gefärbte Blüten.

## Genetik und Mykotrophie
Das Weiße Waldvöglein hat einen Karyotyp von zwei Chromosomensätzen und jeweils 18 Chromosomen (Zytologie: 2n = 36).
Der Same dieser Orchidee enthält keinerlei Nährgewebe für den Keimling. Die Keimung erfolgt daher nur bei Infektion durch einen Wurzelpilz (Mykorrhiza). Die Pflanze ist auch im erwachsenen Stadium weiterhin auf die Mykorrhiza angewiesen. Indikatoren dafür sind die oft sehr dunklen Standorte und die gelegentlich auftretenden, gänzlich chlorophyllfreien Pflanzen.
Wie kürzlich gezeigt werden konnte, beziehen auch grüne Individuen des Weißen Waldvögeleins fast die Hälfte ihres Kohlenstoffs von ihren Wurzelpilzen. Unter diesen befanden sich mehrere Arten, die Ektomykorrhiza-Partner von Bäumen sind. Somit ist wahrscheinlich der umgebende Baumbestand die primäre C-Quelle des von den Orchideen aufgenommenen pilzlichen Kohlenstoffs (Epiparasitismus). Das Weiße Waldvögelein steht also in seiner Ernährungsweise zwischen autotrophen grünen Orchideenarten (wie dem Frauenschuh) und myko-heterotrophen, bleichen Arten (wie der Vogel-Nestwurz und der Korallenwurz). Eine solche „Mischernährung“ wird als partielle Mykoheterotrophie oder Mixotrophie bezeichnet.

## Ökologie

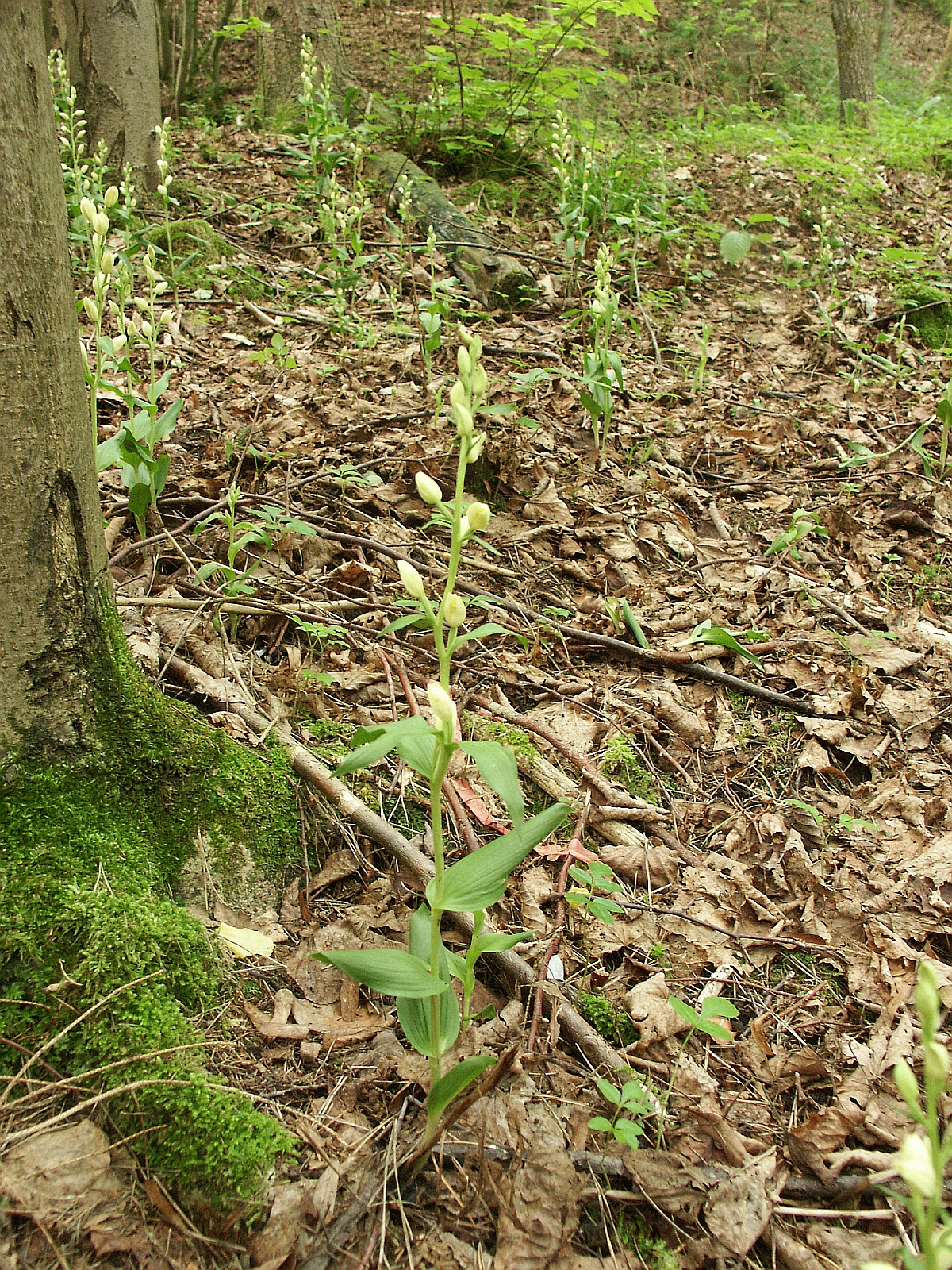
Das Weiße Waldvöglein am Standort in einem Mischwald am südlichen Rand der Hohenloher Ebene

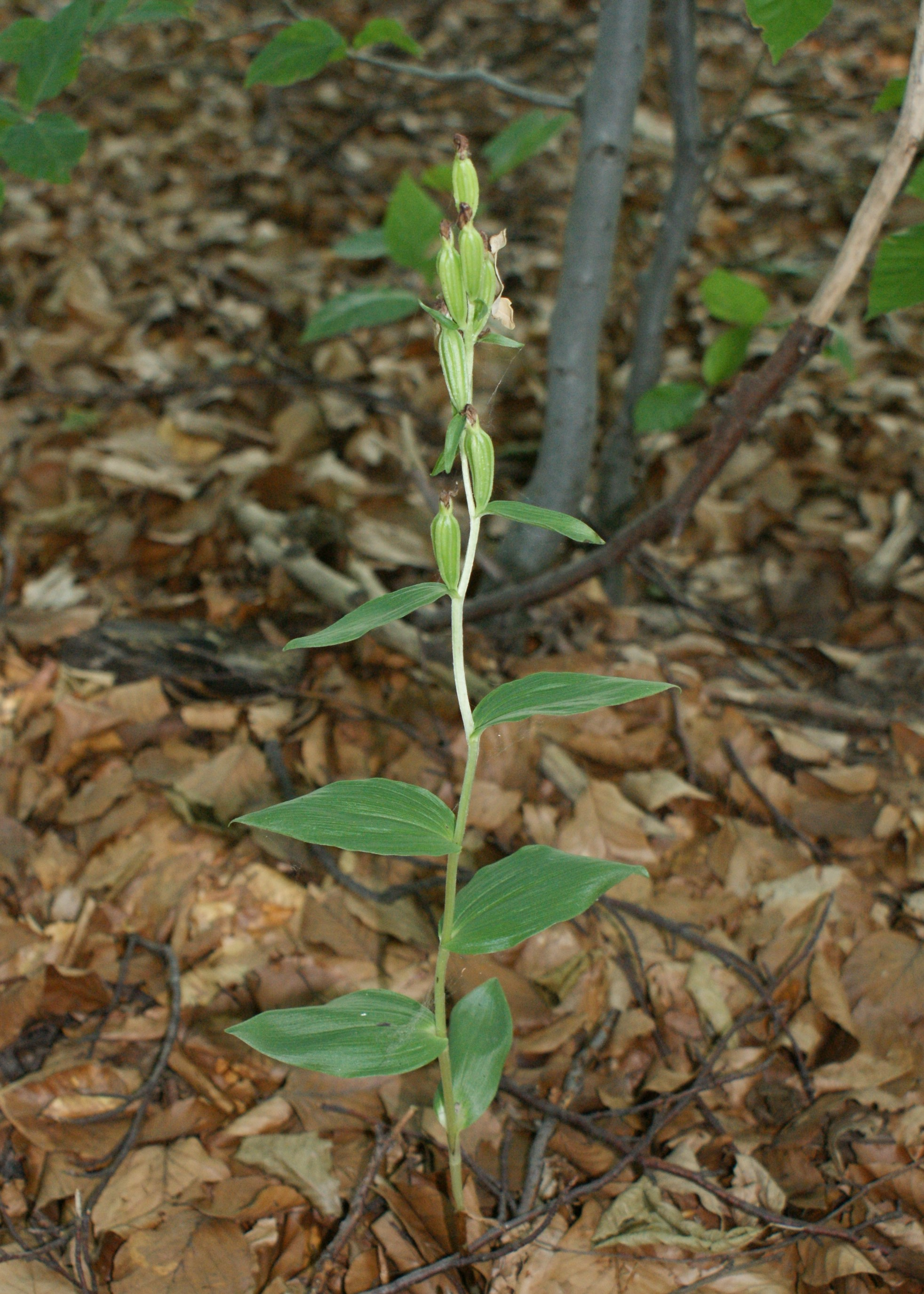
Cephalanthera damasonium fruchtend

Hauptsächlich besiedelt das Weiße Waldvöglein lichten bis dunklen Laub-, Nadel- und Mischwald auf trockenen bis frischen Böden. Auch in Gebüschen auf Halbtrocken- und Trockenrasen ist es zu finden. Nur selten wächst es auf Halbtrockenrasen ohne Schutz durch Gehölze.
Besonders in jungen Fichtenmonokulturen mit einem Alter von etwa 15 bis 20 Jahren kann es sich in kurzer Zeit sehr stark ausbreiten. Rund 1.500 Pflanzen oder mehr auf einer Fläche von 2.500 m² sind möglich. Nach nur wenigen Jahren nimmt diese Zahl wieder stark ab und es bleiben nur noch wenige Pflanzen übrig.
Es kommt in folgenden Pflanzengesellschaften vor:.
- Charakterart des Carici-Fagetum aus dem Unterverband Cephalanthero-Fagenion
- Verband Fagion
- Verband Mesobromion

(Aufschlüsselung siehe: Pflanzensoziologische Einheiten nach Oberdorfer)
Das Weiße Waldvögelein ist ein Geophyt mit waagrecht kriechendem, verzweigtem, reich bewurzeltem Rhizom. Die vegetative Vermehrung erfolgt durch Wurzelsprosse. Die Pfahlwurzel bildet eine endotrophe Mykorrhiza aus. Die Ernährung der zunächst unterirdisch wachsenden Pflanze erfolgt lange Zeit durch den Pilz. Etwa im 9. Jahr wird das erste Laubblatt gebildet, die Blühreife beginnt etwa ab dem 10. Jahr. Bei dieser Art findet man aber auch nicht selten chlorophyllfreie Mutanten. Ein Teil der grünen Pflanze bezieht etwa die Hälfte des Kohlenstoffbedarfs von den Wurzelpilzen, lebt also trotz Photosynthese teilweise parasitisch.
Da die Mykorrhizapilze  von Cephalanthera-Arten im Gegensatz zu den meisten anderen Orchideen zugleich in Symbiose mit Bäumen leben, also zusätzlich eine ektotrophe Mykorrhiza eingehen, sind letztlich die Bäume ihre wichtigste Kohlenstoffquelle.
Blütezeit ist von Mai bis Juni. Die Fruchtknoten der Blüten sind sitzend, gedreht und aufrecht. Die Perigonblätter neigen zusammen. Das Vorderglied der Lippe dient als Halteplatz für die Insekten, der Sporn scheidet den Nektar ab. Die Blüten sind meist halb oder ganz verschlossen, eine weitere Öffnung findet erst bei Temperaturen über 25 °C statt. Die Staubbeutel öffnen sich bereits in der geschlossenen Blüte, so dass Selbstbestäubung die Regel ist. Der Pollen in den ungestielten Pollinien ist pulverig und kaum durch Fäden verbunden.
Fruchtreife ist von September bis Oktober. Als Früchte entstehen je Stängel wenige, aber mit 25 mm Länge und 8–12 mm Breite relativ große, zur Reife aufrecht stehende Kapselfrüchte mit 3 vorspringenden Kanten. Die Kapselfrüchte springen bei Trockenheit an Längsspalten auf und wirken dadurch als Windstreuer für die winzigen, nur 0,005 mg schweren Samen, die sich ihrerseits als Körnchenflieger weiter ausbreiten.

## Vorkommen
Allgemein
Das Verbreitungsgebiet erstreckt sich von Südeuropa bis Südskandinavien und weiter bis Vorderasien, außerdem in Kaukasien und an der Westküste des Kaspischen Meers. Die Art kommt in Europa in fast allen Ländern vor und fehlt nur in Portugal, Irland, Island, Norwegen, Finnland und Moldau. Es ist ein Florenelement der mediterranen, submediterranen, pannonischen, danubischen, süd- und mittelatlantischen, subatlantischen und zentraleuropäischen Florenzone, in geringerem Maß auch der pontischen und sarmatischen Zone.
Das Weiße Waldvögelein gedeiht am besten auf kalkhaltigen oder basenreichen Böden mit Mullauflage. Er bevorzugt Lagen mit mildem Klima. Es besiedelt in Mitteleuropa Laub- und Mischwälder sowie trockene Kiefernwälder, es geht aber auch in schattenspendende Gebüsche auf Halbtrockenrasen. Es steigt in den Alpen kaum über Höhenlagen von 1500 Meter auf. In den Allgäuer Alpen steigt es im Vorarlberg zwischen Bezau und der Holderegg-Alpe bis zu 1160 m Meereshöhe auf. Die ökologischen Zeigerwerte nach Landolt et al. 2010 sind in der Schweiz: Feuchtezahl F = 2+w (frisch aber mäßig wechselnd), Lichtzahl L = 3 (halbschattig), Reaktionszahl R = 4 (neutral bis basisch), Temperaturzahl T = 3+ (unter-montan und ober-kollin), Nährstoffzahl N = 2 (nährstoffarm), Kontinentalitätszahl K = 3 (subozeanisch bis subkontinental).
Nach Baumann und Künkele hat es in den Alpenländern folgende Höhengrenzen: Deutschland 10–1110 Meter, Frankreich 5–1890 Meter, Schweiz 200–1600 Meter, Liechtenstein 470–1400 Meter, Österreich 200–1500 Meter, Italien 10–1940 Meter, Slowenien 50–1800 Meter und in Sizilien 1940 Meter.
Es fehlt in Mitteleuropa in weiten Gebieten im Tiefland und in den Silikat-Mittelgebirgen Mitteleuropas. Es kommt an seinen Standorten zuweilen in kleinen, sehr lockeren und individuenarmen Beständen vor.
Deutschland
In Deutschland meidet das Weiße Waldvöglein die Regionen mit weitgehend kalkfreien Böden. Daher ist es im norddeutschen Tiefland bis zum Rand der Mittelgebirgsschwelle, dem Bayerischen Wald, dem Schwarzwald und in Bayern zwischen Alpenvorland und Donau sehr selten bis fehlend.
Schweiz
In der Schweiz liegen die Hauptverbreitungsgebiete in der Nordschweiz und um die größeren Seen (Genfersee, Vierwaldstättersee, Neuenburgersee, Brienzersee und Thunersee), sowie entlang des Rhein- und des Rhonetals. In der restlichen Schweiz ist das Weiße Waldvöglein bisher nur sehr selten nachgewiesen worden.
Österreich
In Österreich kommt das Weiße Waldvöglein in allen Bundesländern vor und ist nur in wenigen Gebieten gefährdet.

## Naturschutz und Gefährdung
Trotz der noch stellenweise individuenreichen Vorkommen steht das Weiße Waldvöglein unter strengem Schutz europäischer und nationaler Gesetze. Die Art ist in Deutschland durch die BArtSchV besonders geschützt.
- Rote Listen:

- Rote Liste Deutschland: ungefährdet
- Rote Liste Bundesländer: Baden-Württemberg: ungefährdet, Bayern: ungefährdet, Brandenburg: 2, Hessen: ungefährdet, Niedersachsen: 3, Mecklenburg-Vorpommern: 3, Nordrhein-Westfalen: ungefährdet, Rheinland-Pfalz: ungefährdet, Saarland: 3, Sachsen: 2, Sachsen-Anhalt: ungefährdet, Schleswig-Holstein: 1, Thüringen: ungefährdet.
- Rote Liste Schweiz: Die Art gilt als „nicht gefährdet“.

Auch bei den ehemals häufigen Arten ist seit geraumer Zeit ein Rückgang feststellbar. Die Waldwirtschaft wurde ebenso wie die Landwirtschaft intensiviert, durch Kahlschläge können schnell größere Standorte verloren gehen. Eine Gefahr ist das besonders dort, wo das Weiße Waldvöglein bereits selten ist oder nur selten vorkommt. Der Stickstoffeintrag über die Luft macht sich ebenfalls in den Wäldern bemerkbar, Brombeeren und Brennnesseln machen sich breit und nehmen den Orchideen als konkurrenzschwächeren Pflanzen den Lebensraum.

## Taxonomie und Systematik
Das Weiße Waldvöglein wurde 1768 von Philip Miller als Serapias damasonium in Gardeners Dictionary ed. 8, 2 beschrieben. Dieser Name stellt das Basionym dar. Die Gattung Cephalanthera wurde zwar schon 1817 begründet, aber erst 1906 erfolgte die Überführung der Art durch George Claridge Druce in diese Gattung als Cephalanthera damasonium (Mill.) Druce in Annals of Scottish Natural History, Edinburgh, 1906, Seite 225.

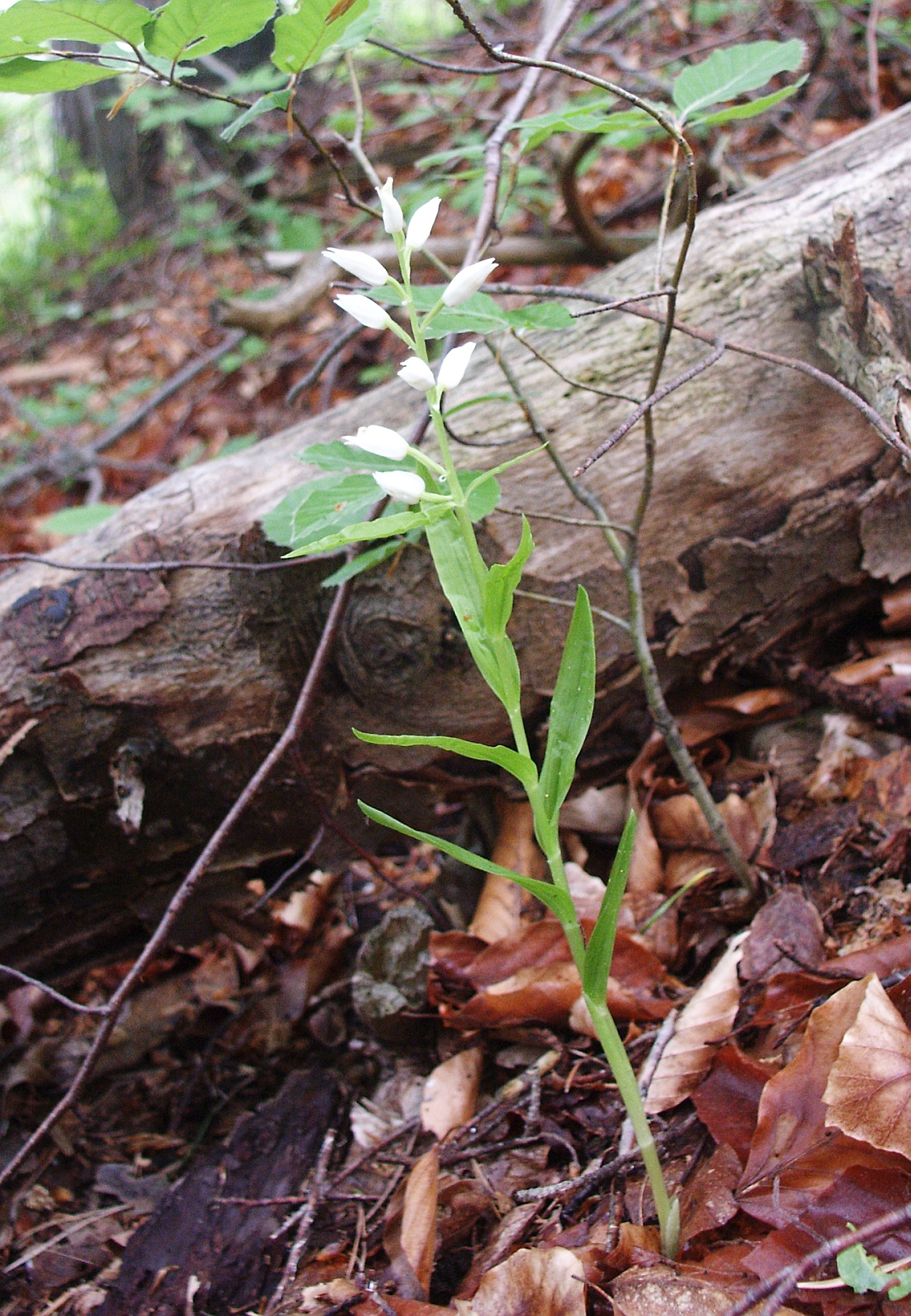
Cephalanthera ×schulzei

Synonyme:
| - Serapias damasonium Mill. 1768 (Basionym) - Serapias latifolia Mill. 1768 - Epipactis alba Crantz 1769 - Serapias grandiflora Oeder 1770 - Serapias tota-alba Gilib. 1792 - Epipactis lancifolia F.W.Schmidt 1795 - Serapias alba (Crantz) Salisb. 1796 - Cymbidium pallens Sw. 1799 - Serapias lancifolia (F.W.Schmidt) Roth 1799 - Epipactis ochroleuca Baumg. 1817 | - Serapias ochroleuca (Baumg.) Steud. 1821 - Cephalanthera lancifolia (F.W.Schmidt) Dumort. 1827 - Serapias pallens (Sw.) S.B.Jundz. 1830 - Cephalanthera ochroleuca (Baumg.) Rchb. 1831 - Cephalanthera acuminata Ledeb. 1852 - Cephalanthera alba (Crantz) Simonk. 1887 - Cephalanthera latifolia Janch. 1907 - Cephalanthera yunnanensis Hand.-Mazz. 1936 - Cephalanthera damasonium lus. ochroleuca (Baumg.) Soó 1970 |

### Unterarten und Hybriden
Als Unterart wird gelegentlich Kotschys Waldvöglein (Cephalanthera kotschyana Renz & Taubenheim) als Cephalanthera damasonium subsp. kotschyana (Renz & Taubenheim) H. Sund. eingestuft.
Hybriden sind selten, obwohl die Arten sich ihre Standorte oft teilen. Bedingt ist dies beim Weißen Waldvöglein durch die sich kaum öffnenden Blüten und die damit verbundene Selbstbestäubung. Dennoch sind folgende Hybriden beschrieben worden.
- Cephalanthera ×schulzei E.G. Camus (Cephalanthera damasonium × Cephalanthera longifolia)

Nicht einfach zu bestimmen ist die Hybride des Weißen Waldvöglein mit dem Schwertblättrigen Waldvöglein. Die Laubblätter sind dem Weißen Waldvöglein ähnlich, die Tragblätter der Blüten sind deutlich kleiner und mehr dem Schwertblättrigen Waldvöglein angenähert. Die Blüten sind in Form und Haltung intermediär.
- Cephalanthera ×mayeri (E.Mayer & Zimmerm.) A.Camus (Cephalanthera damasonium × Cephalanthera rubra)

Meist deutlich intermediär zwischen dem Weißen Waldvöglein und dem Roten Waldvöglein ist diese Hybride.

## Bildergalerie

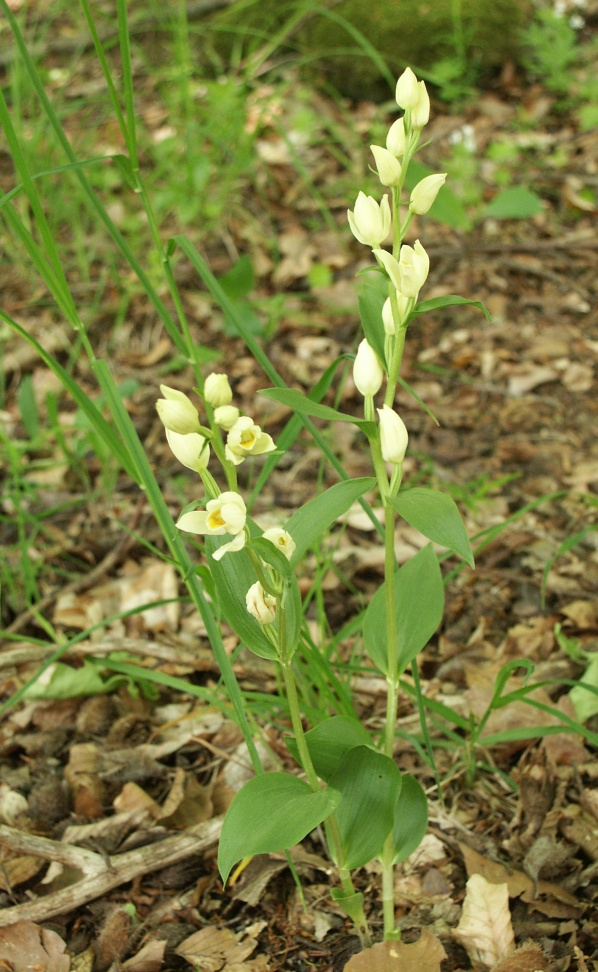
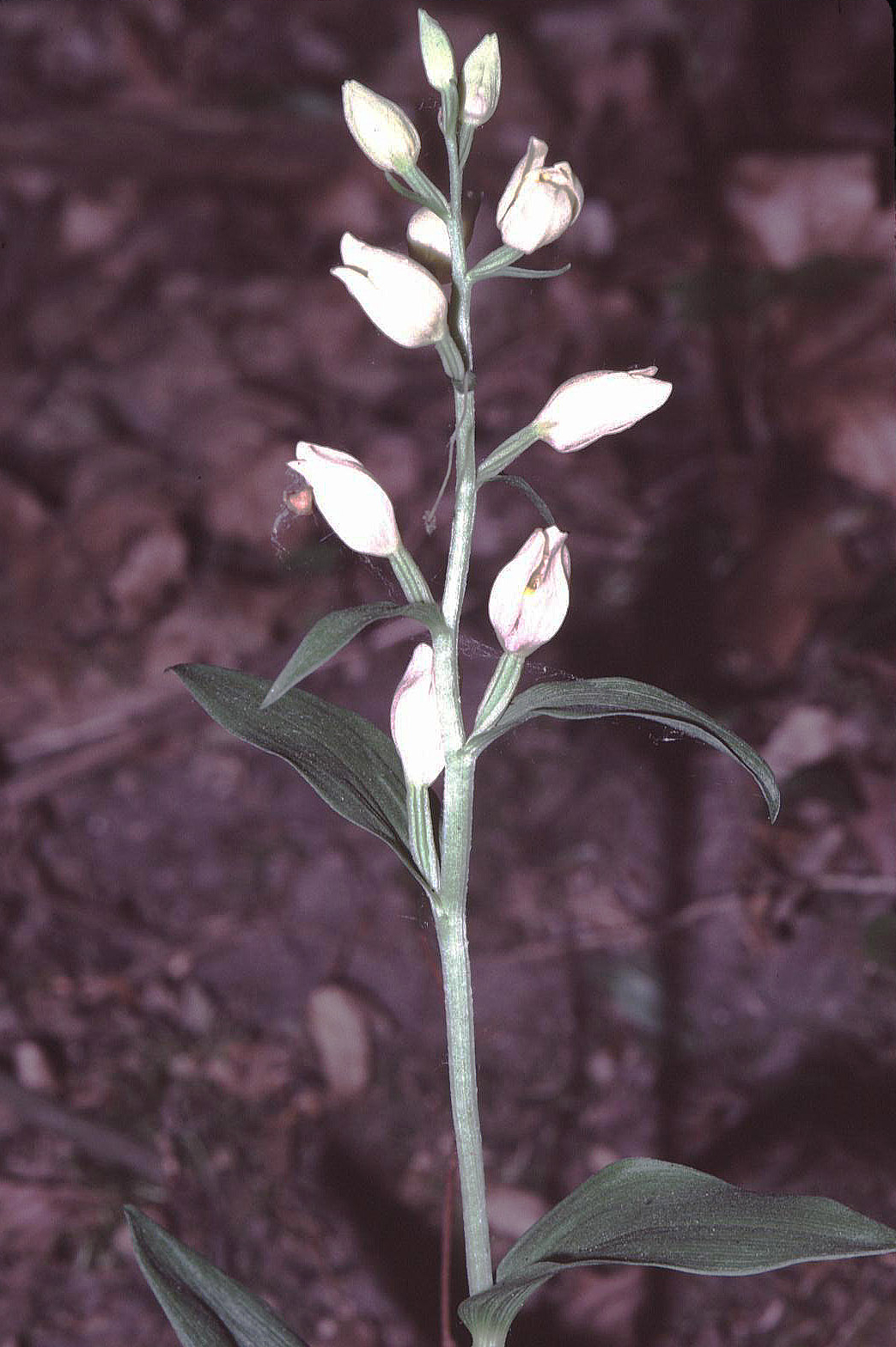
Blütenstand (Unterfranken)
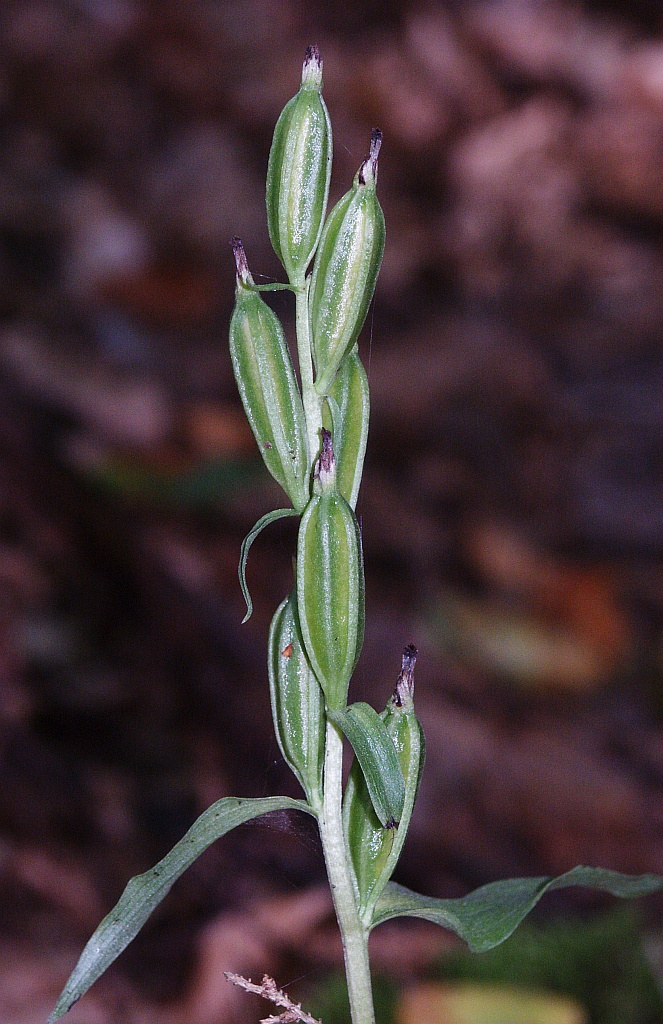
Fruchtende Pflanze
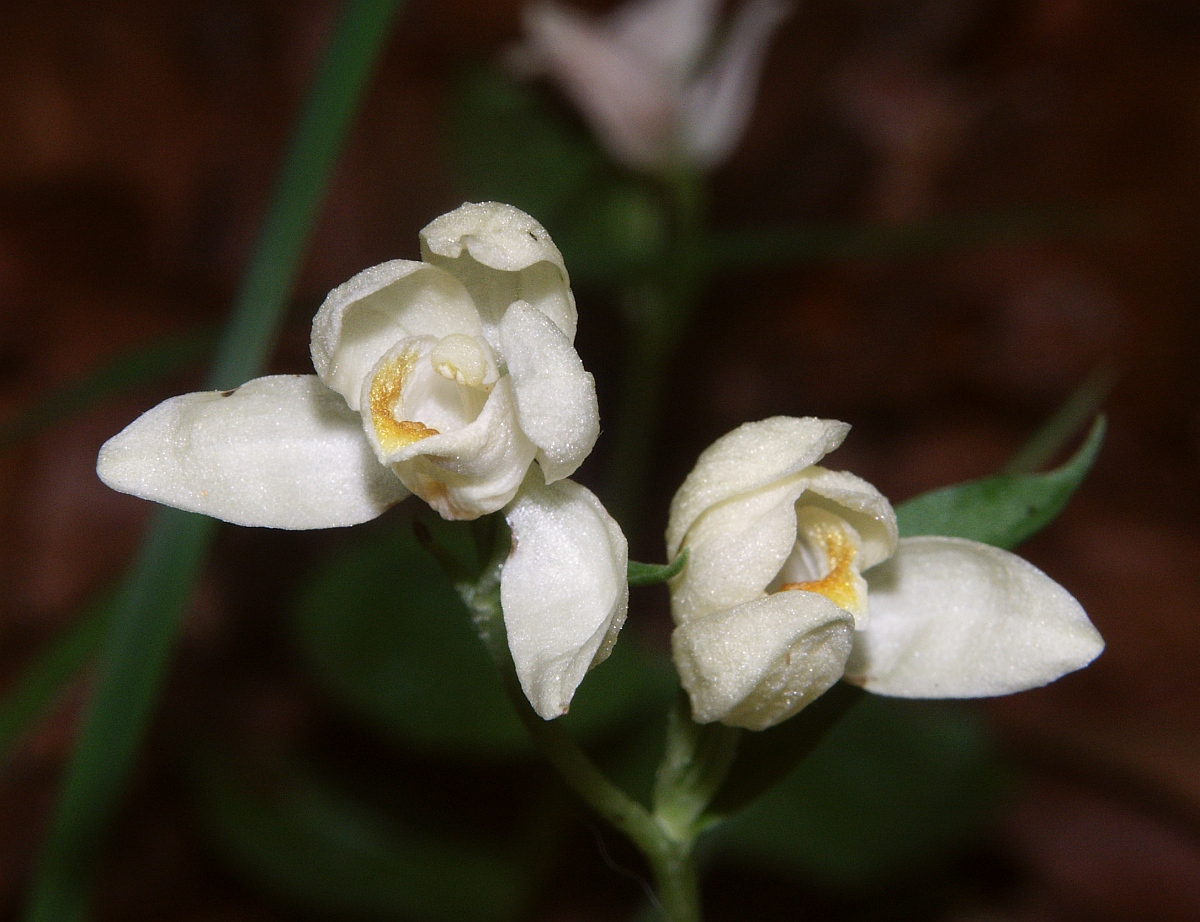
Blüten
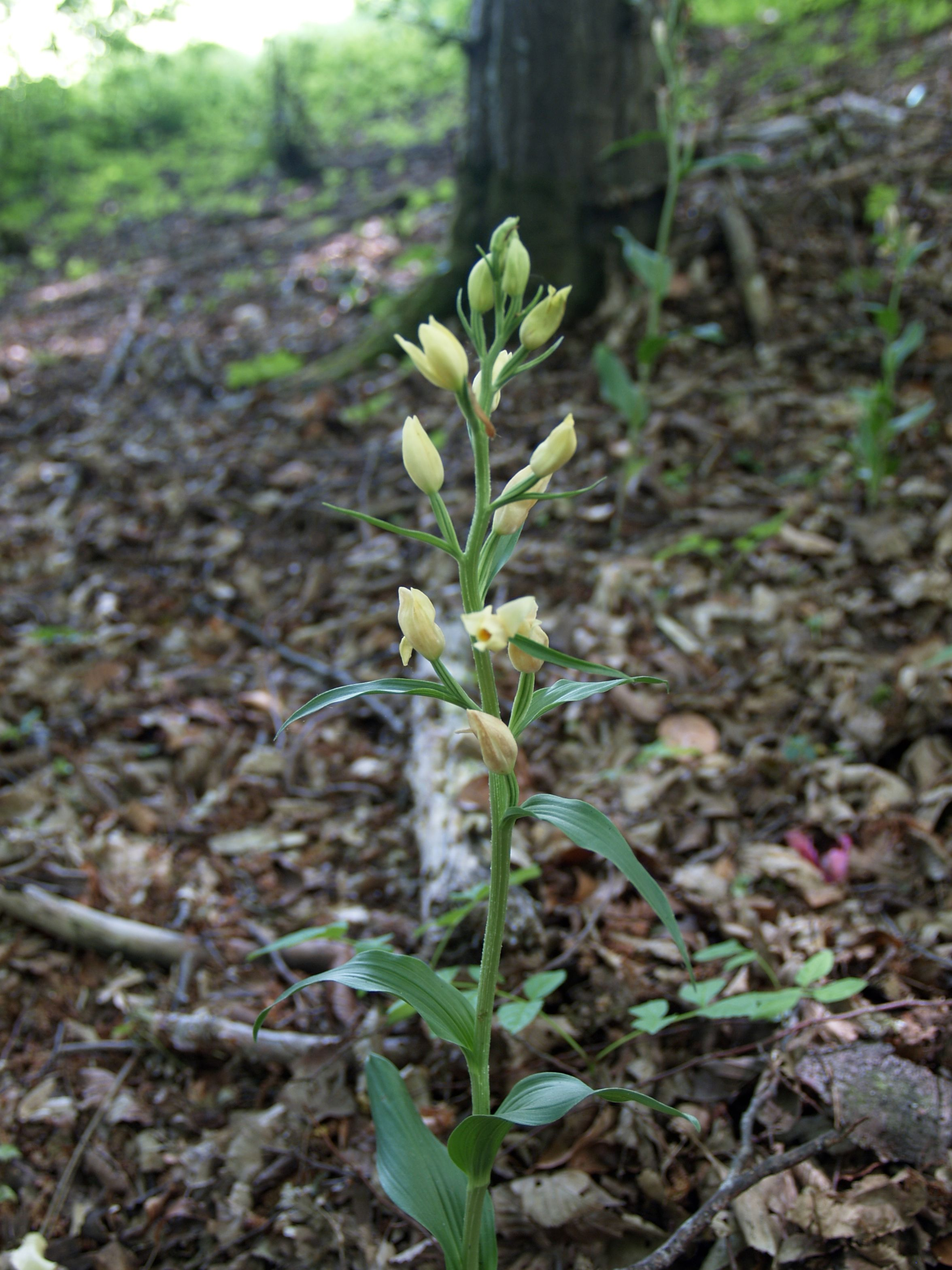